# Parc Olympique Lyonnais
Il Parc Olympique Lyonnais o Parc OL, noto come Groupama Stadium per ragioni di sponsorizzazione, è un impianto multisportivo francese della Metropoli di Lione, amministrativamente situato nel comune di Décines-Charpieu.
Fu costruito tra il 2012 e il 2015 su commissione di OL Groupe, la società che possiede il club calcistico Olympique Lione, e fu inaugurato il 9 gennaio 2016.
Dal 13 luglio 2017, dopo accordo con il gruppo assicurativo Groupama, adotta il nome di Groupama Stadium tranne che per gli incontri, di club o internazionali, sotto egida UEFA in cui è chiamato con il suo nome originale.

## Storia
Sbarcato in Borsa nel 2007, l'Olympique Lione annunciò il piano per la creazione di un nuovo stadio da 60.000 posti, provvisoriamente chiamato OL Land, da costruire in uno spazio di 50.000 ettari a Décines-Charpieu, nella periferia di Lione. Lo stadio avrebbe dovuto includere attrezzature sportive all'avanguardia, due alberghi, un centro divertimenti e uffici commerciali. Secondo un sondaggio diffuso dal sito ufficiale del club, il 76% dei cittadini di Lione era favorevole al progetto. Il 13 ottobre 2008 governo francese, Consiglio Generale del Rodano, Grand Lyon, SYTRAL e comune di Décines-Charpieu siglarono un protocollo d'intesa per costruire lo stadio con 180 milioni di euro circa di fondi pubblici e 60 milioni circa dalla comunità di Lione Il progetto subì tuttavia parecchi rallentamenti a causa di lente procedure amministrative, interessi politici e l'opposizione di vari gruppi ambientalisti.
Il 22 settembre 2009, il quotidiano francese L'Équipe riportò che lo stadio era stato scelto dalla Federazione calcistica della Francia per essere uno dei 12 impianti proposti per gli europei del 2016. La FFF ufficializzò le selezioni l'11 novembre seguente e la città di Lione fu eletta ad ospitare alcune partite del torneo.

## Incontri di club

### Inaugurazione
La partita inaugurale si è disputata il 9 gennaio 2016 tra Olympique Lione e Troyes per la ventesima giornata di Ligue 1.
| Arbitro: | Ruddy Buquet |

|                                                   |           |           |
| Lacazette 18’ Ghezzal 72’ Ferri 81’ Beauvue 90+2’ | Marcatori | 67’ Camus |

### Finale Europa League 2018
Il 16 maggio 2018 è andata in scena la finale di Europa League tra l'Olympique Marsiglia e l'Atlético Madrid.
| Arbitro: | Kuipers |

|  |           |                             |
|  | Marcatori | 21’, 49’ Griezmann 89’ Gabi |

## Incontri internazionali
Costruito appositamente per il campionato europeo del 2016, il Parc OL ha ospitato anche le finali di rugby European Rugby Challenge Cup 2015-2016 ed European Rugby Champions Cup 2015-2016. Lo stadio ospiterà la finale di UEFA Europa League 2017-2018. Inoltre, accoglierà due semifinali (2 e 3 luglio) e la finale (7 luglio) del Campionato mondiale femminile di calcio 2019.
Nel 2024 l'impianto ha ospitato alcune gare del torneo di calcio dei Giochi della XXXIII Olimpiade.

### Europei

#### Campionato europeo di calcio 2016
| Data           | Ora (CET) | Squadra #1 | Ris.  | Squadra #2       | Fase del torneo  | Spettatori |
| -------------- | --------- | ---------- | ----- | ---------------- | ---------------- | ---------- |
| 13 giugno 2016 | 21:00     | Belgio     | 0 - 2 | Italia           | Girone E         | 55 408     |
| 16 giugno 2016 | 18:00     | Ucraina    | 0 - 2 | Irlanda del Nord | Girone C         | 51 043     |
| 19 giugno 2016 | 21:00     | Romania    | 0 - 1 | Albania          | Girone A         | 49 752     |
| 22 giugno 2016 | 18:00     | Ungheria   | 3 - 3 | Portogallo       | Girone F         | 55 514     |
| 26 giugno 2016 | 15:00     | Francia    | 2 - 1 | Irlanda          | Ottavi di finale | 56 279     |
| 6 luglio 2016  | 21:00     | Portogallo | 2 - 0 | Galles           | Semifinali       | 55 679     |

## Rugby a 15
Il nuovo stadio di Lione è stato scelto come sede della finale della European Rugby Champions Cup 2015-2016 il 14 maggio 2016 tra la squadra inglese dei Saracens e quella francese del Racing 92.
| Arbitro: | Nigel Owens |

| |              | |
| 10’, 25’, 32’, 39’, 51’, 76’, 79’ Farrell | c.p.         | 18’, 36’, 58’ Goosen |
| · Goode · Ashton · 77’ Taylor · Barritt (c) · Wyles · 80’ Farrell · 80’ Wigglesworth · B. Vunipola · Fraser · 55’ Rhodes · Kruis · Itoje 80’ · 68’ du Plessis · 52’ Brits · 77’ M. Vunipola | Formazioni   | · Dulin · Rokocoko · Goosen · Dumoulin 57’ · Imhoff · Carter 42’ · Machenaud 22’ · Masoe · Le Roux 77’ · Lauret · van der Merwe 66’ · Charteris · Tameifuna 68’ · Szarzewski (c) 66’ · Arous 76’ |
| · 52’ George · 77’ Barrington · 68’ Figallo · 80’ Hamilton · 55’ Wray · 80’ Spencer · 80’ Hodgson · 77’ Bosch                                                                               | Sostituzioni | · Lacombe 66’ · Vartanov 76’ · Ducalcon 68’ · Carizza 66’ · Claassen 77’ · Phillips 22’ · Tales 42’ · Chavancy 57’                                                                               |
| Mark McCall | Allenatori   | Laurent Labit e Laurent Travers |

Il 13 maggio 2016 invece si è giocata la finale della European Rugby Challenge Cup 2015-2016 tra la squadra inglese degli Harlequins e quella francese del Montpellier.
| Arbitro: | John Lacey |

|                               |      |                              |
| 71’ Yarde                     | mt   | 22’, 47’ Mogg                |
| 71’ Botica                    | tr   | 22’, 47’ Catrakilis          |
| 4’, 31’, 34’ Evans 77’ Botica | c.p. | 7’, 28’, 54’, 67’ Catrakilis |

## Concerti
Il primo concerto tenutosi al Parc OL è di Will.i.am il giorno dell'inaugurazione. L'impianto è stato scelto anche da Rihanna come tappa del suo Anti World Tour il 19 luglio 2016.